# Armadillidium oglasae
Armadillidium oglasae är en kräftdjursart som beskrevs av Franco Ferrara och Stefano Taiti 1978. Armadillidium oglasae ingår i släktet Armadillidium och familjen klotgråsuggor. Inga underarter finns listade i Catalogue of Life.